# Entombed
Entombed est un groupe suédois de death metal, originaire de Stockholm. Entombed commence sa carrière dans la scène death metal scandinave qui se différencie initialement de son concurrent américain. Cependant, au début des années 1990, leur style musical change et s'oriente notamment vers le garage rock. Ce nouveau style sera décrit sous le terme de death 'n' roll. Entombed a été influencé par des groupes tels que Slayer, Black Sabbath, Celtic Frost, Autopsy, Repulsion, Kiss, The Misfits, Motörhead et Discharge.

## Biographie
Le groupe est initialement formé en 1987 sous le nom de Nihilist par Nicke Andersson et Alex Hellid. Ils commencent leur carrière en tant que pionniers de la scène death metal scandinave. Le premier album Left Hand Path fait de Entombed un groupe culte de death metal suédois. Le suivant, Clandestine, est la suite logique de Left Hand Path ; les deux albums sont mentionnés par certains pour leur son de guitare electric saw.
À partir de Wolverine Blues, le groupe commence à s'éloigner du death metal de ses débuts. Entombed d'oriente vers un mélange de hard rock, heavy metal et death metal, souvent décrit sous le terme de death 'n' roll. Le groupe intègre aussi une sonorité groove metal, similaire à celle de Pantera. Malgré la déception de certains fans, il établit sa première reconnaissance publique. Wolverine Blues est considéré comme un classique du death metal des années 1990.
Le changement de style s'amplifie avec To Ride, Shoot Straight and Speak the Truth (1997), dernier album avec Nicke Andersson (parti fonder les Hellacopters). C'est aussi l'album qui met fin à leur problème de maison de disques. Same Difference, publié en 1998, est en complète rupture avec le style original d'Entombed, et sera décrié par les fans de la première heure. En 2000, Uprising est un retour aux sources même s'il incorpore des éléments punk. L'année suivante sort Morning Star, nettement influencé par Slayer et par la tournée récente du groupe avec The Haunted. Ce disque est considéré par certains comme le meilleur album depuis Left Hand Path. Avec l'album Inferno, publié en 2003 le groupe n'innove pas, continuant dans la même direction. En 2004 Uffe Cederlund rejoint Disfear et annonce son départ d'Entombed l'année suivante. 2006 assiste à la sortie de l'EP When in Sodom le 6 juin (ou 06/06/06). L'album Serpent Saints – The Ten Amendments suit le 9 juillet 2007.
En 2013, le groupe annonce la sortie d'un nouvel album intitulé Back to the Front. Lors d'une interview réalisée en septembre 2013, ils annoncent également qu'Alex Hellid ne fait plus partie du groupe. Pour éviter un conflit avec Alex Hellid, Lars Goran Petrov sort l'album sous le nom d'Entombed A.D. en 2014. Hellid, Cederlund, et Säfström se réunissent pour jouer Clandestine dans son intégralité aux côtés d'un orchestre symphonique en février 2014. Hellid se produit avec les autres membres fondateurs Uffe Cederlund et Nicke Anderson sous le nom d'Entombed, et ce line-up déclare en 2016 vouloir sortir un nouvel album. En octobre 2016 le groupe annonce qu'ils sont rejoints par Robert Andersson et son demi-frère Edvin Aftonfalk, respectivement anciens chanteur et bassiste de Morbus Chron.

## Membres

### Membres actuels
- Alex Hellid - guitare (1987–2014, depuis 2016)
- Nicke Andersson - batterie (1987–1997, depuis 2016) basse (1989)
- Uffe Cederlund - guitare (1987–2005, depuis 2016), basse (1990-1991)
- Robert Andersson - chant (depuis 2016)
- Edvin Aftonfalk - basse (depuis 2016)

### Anciens membres
- David Blomqvist – basse (1989)
- Lars Rosenberg - basse (1990–1995)
- Johnny Dordevic – chant (1991–1992)
- Jörgen Sandström – basse (1995–2004)
- Peter Stjärnvind – batterie (1997–2006)
- Lars-Göran Petrov – chant (1988–1991, 1992–2014)
- Olle Dahlstedt – batterie (2006–2014)
- Nico Elgstrand – guitare (2010–2014), basse (2004–2010)
- Victor Brandt – basse (2010–2014)

### Membres de session/live
- Fred Estby – chant, batterie
- Matti Kärki – chant
- Orvar Säfström – chant
- Peder Carlsson – harmonica
- Anders Lindström – guitare
- Colten Lavalle - drumtar
- Daniel Rey – chant (spoken word) sur une chanson
- Östen Warnebring – chant, saxophone

## Discographie

### Albums studio
- 1990 : Left Hand Path
- 1991 : Clandestine
- 1993 : Wolverine Blues
- 1997 : DCLXVI: To Ride Shoot Straight and Speak the Truth
- 1999 : Same Difference
- 2000 : Uprising
- 2002 : Morning Star
- 2003 : Inferno
- 2007 : Serpent Saints - The Ten Amendments

### Albums live
- 1999 : Monkey Puss (Live in London)
- 2004 : Unreal Estate

### Démos et EPs
- 1989 : But Life Goes On (démo)
- 1990 : Crawl (EP)
- 1991 : Stranger Aeons (EP)
- 1993 : Hollowman (EP)
- 1993 : Out of Hand (EP)
- 1993 : Full of Hell (promo)
- 1993 : Contempt (promo)
- 1995 : Night of the Vampire (split 7" avec The New Bomb Turks)
- 1997 : Wreckage (EP)
- 1998 : Black Juju (EP)
- 2006 : When in Sodom (EP)

### Compilations
- 1997 : Entombed
- 2002 : Sons of Satan Praise the Lord